# جي بي واست-فرنسا 2022
جي بي واست-فرنسا 2022 (بالفرنسية: Bretagne Classic 2022)‏ هو سباق دراجات هوائية، وهو الموسم السادس والثمانين من جي بي واست-فرنسا، وأقيم في 28 أغسطس 2022 ضمن سباقات طواف العالم للدراجات 2022، وشارك فيه  166 متسابقاً ووصل إلى نهايته  139 متسابقاً.
فاز بالمركز الأول فاوت فان آرت، وفاز بالمركز الثاني Axel Laurance ‏، وفاز بالمركز الثالث ألكسندر كامب.

## الفرق
| فرق عالمية (18)- AG2R Citroën Team - Astana Qazaqstan Team - Bahrain Victorious - Bora-Hansgrohe - BikeExchange-Jayco - Cofidis - Team DSM - EF Education-EasyPost - Groupama-FDJ - Ineos Grenadiers - Intermarché-Wanty-Gobert Matériaux - Israel-Premier Tech - Jumbo-Visma - Lotto-Soudal - Movistar Team - Quick-Step Alpha Vinyl - Trek-Segafredo - UAE Team Emirates فرق برو (6)- Arkéa-Samsic - بي آند بي هوتيلز 2022 ‏ - Bardiani-CSF-Faizanè - بنجوال باوليز ساوكس دبليو بي 2022 ‏ - TotalEnergies - أونو اكس برو سايكلنج تيم 2022 ‏ |  |
| |  |

## التصنيف العام النهائي
| التصنيف العام         | التصنيف العام     | التصنيف العام                      | التصنيف العام | التصنيف العام |
| العداء                | العداء            | الفريق                             | الوقت         |               |
| --------------------- | ----------------- | ---------------------------------- | ------------- | ------------- |
| 1                     | فاوت فان آرت      | جومبو-فيسما                        | 6 س 04 د 22 ث |               |
| 2                     | Axel Laurance ‏    | فيتال كونسبت ‏                      | + 0 ث         |               |
| 3                     | ألكسندر كامب      | تريك سيغافريدو                     | + 0 ث         |               |
| 4                     | ارنو دي لاي       | لوتو سودال                         | + 0 ث         |               |
| 5                     | Filippo Fiorelli ‏ | Bardiani CSF Faizanè               | + 0 ث         |               |
| 6                     | بينيام جيرماي     | Intermarché-Wanty-Gobert Matériaux | + 0 ث         |               |
| 7                     | أوليفر ناسن       | AG2R Citroën Team                  | + 0 ث         |               |
| 8                     | بنجامين توماس     | Cofidis                            | + 0 ث         |               |
| 9                     | توم سكوجين        | تريك سيغافريدو                     | + 0 ث         |               |
| 10                    | Andrea Piccolo ‏   | EF Education-EasyPost              | + 0 ث         |               |
|                       |                   |                                    |               |               |
| مصدر: ProCyclingStats |                   |                                    |               |               |

## وصلات خارجية
- لمحة عن سباق جي بي واست-فرنسا 2022 على موقع  ProCyclingStats   (برو  سايكلنج  ستاتس) - إحصاءات  محترفي  الدراجات.
- جي بي واست-فرنسا 2022 على موقع إحصائيات الدراجات الإحترافية (الإنجليزية)